# National Assistance Act 1948
National Assistance Act 1948 är en parlamentsakt i Storbritannien, som klubbades igenom under Clement Attlees arbetarregering. Det avskaffade de sista resterna av äldre tiders fattigvård, som funnits sedan Elizabeth I:s dagar, och därmed skapades ett socialt skyddsnät för de som inte betalade till National Insurance (som hemlösa, fysiskt handikappade, och ogifta mördrar), vilka inte omfattats av National Insurance Act 1946 och National Insurance (Industrial Injuries) Act 1946. Det hjälpte också äldre britter som hade merutgifter.

### Fotnoter
1. ↑  Spicker, Paul, An Introduction to Social Policy, The Robert Gordon University, arkiverad från ursprungsadressen  den 2007-07-24, https://www.webcitation.org/5QZWT5l8U?url=http://www2.rgu.ac.uk/publicpolicy/introduction/historyf.htm, läst 6 Mars 2012 Arkiverad 20 juli 2007 hämtat från the Wayback Machine.
2. ↑  Taylor 1988.